# تنغة الثالثة (بهمنشير الجنوبي)
تنغة الثالثة (بالفارسية: تنگه سه) هي قرية تقع في إيران في قسم بهمنشير الجنوبي الريفي. يقدر عدد سكانها بـ 1,137 نسمة .